# Karby Vig
Karby Vig er en vig   på vestsiden af øen Mors i Limfjorden, beliggende i den sydøstlige ende af Visby Bredning og  nordvest for  for Karby. Bugten er omkring  1.200 m bred, og når omkring 700 m ind i landet, hvor Vadkær Å har sit udløb. Vigen afgrænses mod sydvest af Karby Odde, og og mod nordvest af Trædemark Odde.
Kysten omkring vigen er en del af Natura 2000-område nr. 42 Mågerodde og Karby Odde.
|  | Denne artikel om lokaliteten Karby Vig kan blive bedre, hvis der indsættes et (bedre) billede. Du kan hjælpe ved at afsøge Wikimedia Commons for et passende billede eller lægge et op på Wikimedia Commons med en af de tilladte licenser og indsætte det i artiklen. |

56°45′33.04″N 8°33′16.77″Ø / 56.7591778°N 8.5546583°Ø